# 29252 Konjikido
29252 Konjikido este un asteroid din centura principală de asteroizi.

## Descriere
29252 Konjikido este un asteroid din centura principală de asteroizi. A fost descoperit pe 25 ianuarie 1993 la Geisei de Tsutomu Seki. Asteroidul prezintă o orbită caracterizată de o semiaxă mare de 3,03 ua, o excentricitate de 0,12 și o înclinație de 5,5° în raport cu ecliptica.